# Michail Jakowlewitsch Wylie

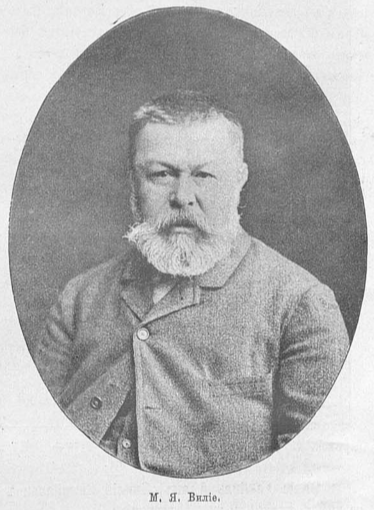
Michail Jakowlewitsch Wylie

Michail Jakowlewitsch Wylie, auch Mikhail Yakovlevich Villie (russisch Михаил Яковлевич Виллие; * 1838 in Sankt Petersburg, Russisches Kaiserreich; † 16. Dezember 1910 ebenda), war ein russischer Genre-, Landschafts- und Vedutenmaler. Bedeutung erlangte er vor allem als Aquarellist.

## Leben
Wylie beschritt zunächst eine Militärlaufbahn, die er 1862 als Offizier des Preobraschensker Leib-Garderegiments beendete. Seine anschließende Ausbildung als Kunstmaler begann mit Privatstunden bei Luigi Premazzi (1814–1891), einem um 1850 nach Russland eingewanderten italienischen Architektur- und Vedutenmaler, der 1861 zum Professor an der Kaiserlichen Kunstakademie Sankt Petersburg ernannt worden war. Dieser Maler, der für seine in Aquarelltechnik gemalten Stadtansichten und Interieurs bekannt war, machte Wylie insbesondere mit den Wasserfarben vertraut. Nachdem Wylie einzelne Unterrichtseinheiten an der Kunstakademie Sankt Petersburg belegt und bereits einige Studienreisen unternommen hatte, verließ er 1865 sein Heimatland, um sich künstlerisch fortzuentwickeln. Eine Zeit lang lebte und arbeitete er in einem Atelier in Brüssel, wo er später Ehrenmitglied der Société royale belge des aquarellistes wurde. 1868 stellte er seine Arbeiten in der Akademie-Ausstellung von Sankt Petersburg aus. 1869 ging er erneut ins Ausland und besuchte Düsseldorf, München, Wien, Venedig, Florenz und Paris. Im Dezember 1870 schrieb er sich im Fach Malerei an der Akademie der Bildenden Künste München ein. Er kam wiederholt nach Düsseldorf, wo er von 1875 bis zu seinem Tod Mitglied des Künstlervereins Malkasten war und unter anderem den Maler Jules Ruinart de Brimont kennenlernte. 1885/1886 kehrte er nach Sankt Petersburg zurück, wohin er Kontakt gehalten hatte, etwa durch Exponate, mit denen er Ausstellungen der dortigen Kunstakademie und Aquarellisten-Gesellschaft beschickte. Wylie bereiste große Teile Russland, um historische Monumente und Ansichten auf Aquarellen und in Öl festzuhalten. 1903 machte die Kunstakademie Sankt Petersburg, der er bereits seit 1868 als einfaches Mitglied angehört hatte, zu ihrem Vollmitglied. Posthum gedachte sie ihm durch Ausstellungen in den Jahren 1912/1913.

## Werke
- Schlossruine Wesenberg, bis 1863

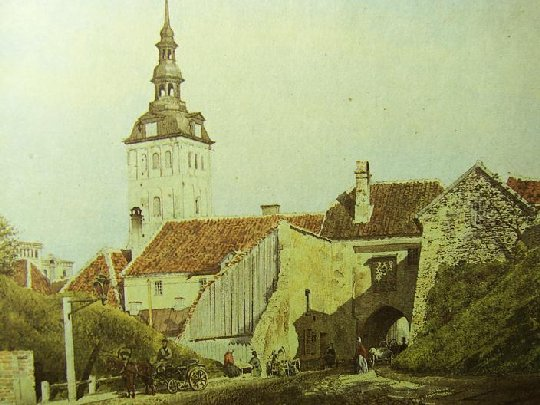
Harju värav (Harju-Tor), 1863

- Nikolaikirche in Tallinn (Reval), bis 1863
- Harju värav (Harju-Tor in Tallinn), 1863
- Verlassen der Kirche, 1870er/1880er Jahre
- Gottesdienstszene in einer Kirche, 1880er/1890er Jahre
- Festläuten der Glocken, 1880er/1890er Jahre
- Ansicht der Johannes-der-Täufer-Kirche, 1880er/1890er Jahre